# Liste der Kuppeln in Rom

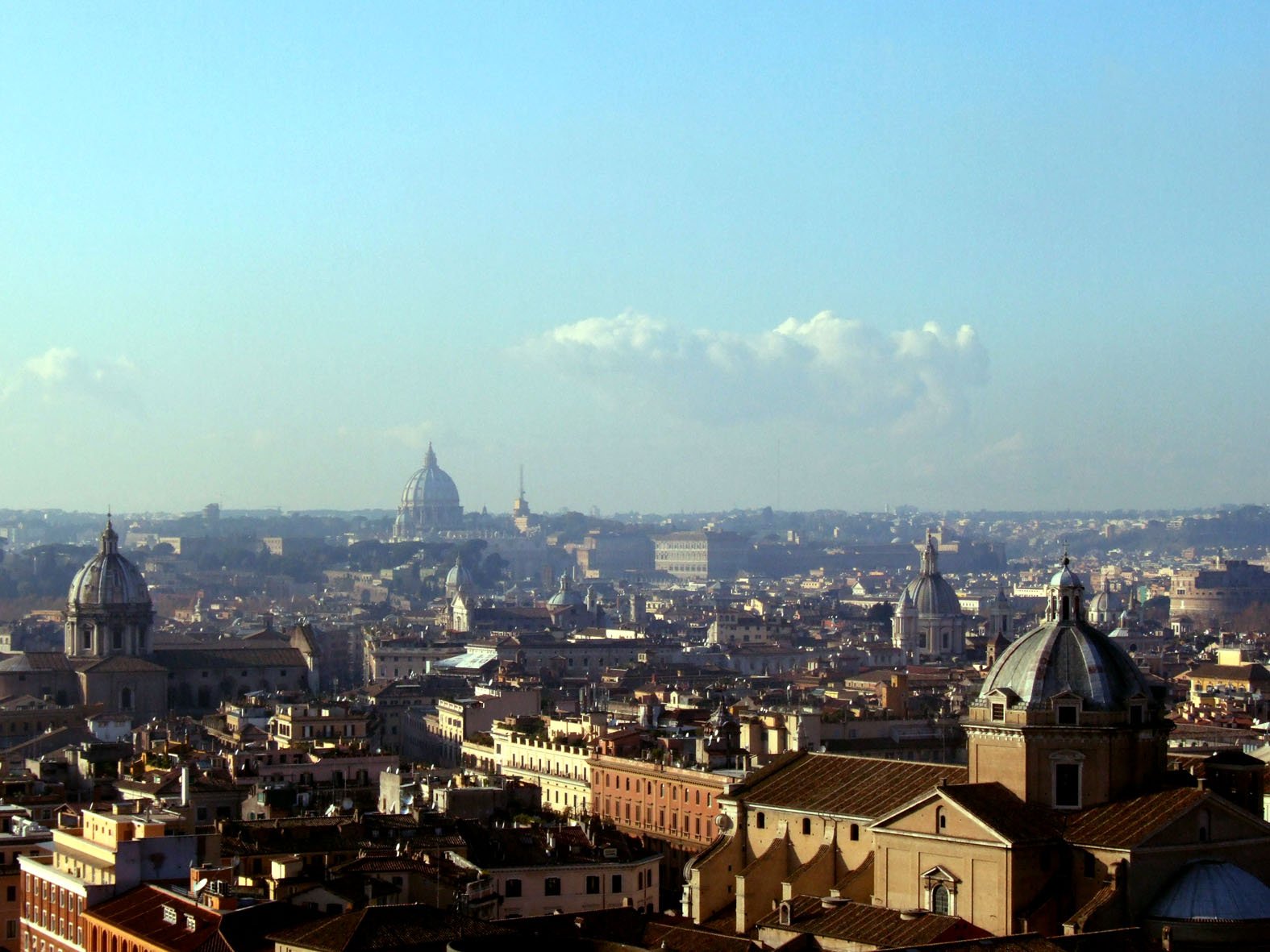
Kuppeln von Rom

Im Folgenden eine Liste der Kuppeln in der italienischen Hauptstadt Rom von der Antike bis zur Moderne. Alle Größenangaben erfolgen in Metern (m).

## Antike
Alle Durchmesser sind lichte Maße, bei polygonalen Kuppeln gilt der zwischen den Seiten gemessene Inkreisdurchmesser. Hauptquelle bildet Jürgen Raschs Studie des römischen Kuppelbaus.

### Kuppeln
| Durchmesser ø        | Name, Bauteil                               | Erbaut           | Kuppelform, Grundriss     | Material, Dachkonstruktion        | Schalen- dicke (SD) SD zu ø | Ringmauer- dicke (RD) RD zu ø | Durchmesser Opaion (DO) DO zu ø | Bemerkungen / Sonstige Merkmale |
| -------------------- | ------------------------------------------- | ---------------- | ------------------------- | --------------------------------- | --------------------------- | ----------------------------- | ------------------------------- | --- |
| ≈ 43,45              | Pantheon                                    | ~ 2. Jh.         | Rotunde                   | Beton, Bleiplattenabdeckung       | ≈ 1,35 ~ 1:32               | ≈ 5,93 ~ 1:7,3                | ~ 8,95 ~ 1:4,9                  | größte Kuppel der Welt bis 1881; größte nicht-bewehrte Betonkuppel bis in die Gegenwart; Vorbildcharakter für westliche Kuppelbaukunst bis ins 20. Jh. |
| ≈ 35,08              | Caracallathermen, Caldarium                 | ~ 3. Jh.         |                           | ineinandergestellte Amphoren      |                             |                               |                                 | acht Stützpfeiler; größte Kuppel der Welt aus Tonhohlkörpern                                                                                           |
| ~ 25,04              | Maxentiusmausoleum                          | ~ 4. Jh.         |                           |                                   |                             |                               |                                 | |
| ~ 25,00              | Agrippathermen, 'Arco della Ciambella'      | ~ 1. Jh. v. Chr. | Rotunde                   |                                   |                             |                               |                                 | erste Therme in Rom mit überkuppeltem Zentralbau; größte Kuppel der Welt                                                                               |
| ~ 23,65              | 'Tempel der Minerva Medica'                 | ~ 4. Jh.         | Zehneck                   | Beton mit Ziegelrippen            | ~ 0,56 ~ 1:42               | ≈ 2,60 ~ 1:9,1                |                                 | Außenwandpfeiler |
| ≈ 22,00              | Diokletiansthermen, San Bernardo alle Terme | ≈ 300            |                           | Beton mit Ziegelrippen            |                             |                               |                                 | |
| ~ 21,65 oder ~ 21,25 | Diokletiansthermen, 'Planetarium'           | ≈ 300            | Schirmkuppel, Oktogon     | Beton mit Ziegelverschalung innen |                             |                               | ~ 4,20 ~ 1:5,1                  | |
| ~ 20,18              | Helenamausoleum                             | ~ 4. Jh.         |                           | Tonamphoren im Kuppelfuß          | ~ 0,90 ~ 1:22               | ~ 2,40 ~ 1:8,4                |                                 | |
| ≈ 19,80              | Caracallathermen, Flankenbauten             | ~ 3. Jh.         | Oktogon                   |                                   |                             |                               |                                 | Vorstufe der Pendentifkuppel |
| ~ 19,30              | Diokletiansthermen, Tepidarium              | ≈ 300            |                           |                                   |                             |                               | ~ 3,68 ~ 1:5,2                  | |
| ~ 14,70              | 'Romulusheroon' am Forum Romanum            | ~ 4. Jh.         |                           | Bleiplattenabdeckung              | ~ 0,90 ~ 1:16               | ≈ 1,80 ~ 1:8,2                | ~ 3,70 ~ 1:4,0                  | |
| ~ 13,48              | Domus Aurea                                 | ~ 1. Jh.         | Klostergewölbe, Oktogon   | Beton                             |                             |                               | ~ 5,99 ~ 1:2,3                  | erste Kuppel über achteckigem Grundriss; früheste in Palastarchitektur                                                                                 |
| ~ 11,10              | Gordiansvilla                               | ~ 3. Jh.         | Oktogon                   |                                   | ~ -                         | ≈ 1,35 ~ 1:8,2                |                                 | Vorstufe der Pendentifkuppel; acht Oculi am Kuppelfuß                                                                                                  |
| ≈ 10,80              | Galliensmausoleum                           | ~ 3. Jh.         | Rotunde mit sechs Nischen |                                   | ~ -                         | ≈ 1,60 ~ 1:6,8                |                                 | |
| ≈ 9,50               | Praetextatkatakombe, 'Calventiergrab'       | ~ 3. Jh.         | Rotunde mit sechs Nischen |                                   |                             |                               |                                 | |
| ≈ 8,50               | Domus Augustana                             | ~ 1. Jh.         | Klostergewölbe, Oktogon   |                                   |                             |                               |                                 | einer der frühesten Klostergewölbe über achteckigen Unterbau                                                                                           |
| ~ 8,10               | 'Torraccio del Palombaro'                   | ≈ 4. Jh.         |                           |                                   | ≈ 0,90 ~ 1:9                | ~ 2,30 ~ 1:3,5                | ≈ 1,50 ~ 1:5,4                  | |
| ≈ 7,70               | Maxentiusthermen                            | ~ 4. Jh.         | Schirmkuppel, Oktogon     |                                   |                             |                               |                                 | |
| ~ 7,60               | Domus Flavia                                | ~ 1. Jh.         |                           |                                   |                             |                               |                                 | |
| ~ 5,20               | 'Sedia del Diavolo', Grabbau                | ~ 2. Jh.         | Quadrat                   |                                   |                             |                               |                                 | |
| ≈ 4,70               | Tabularium                                  | ~ 1. Jh. v. Chr. | Klostergewölbe, Quadrat   |                                   |                             |                               |                                 | erstes Klostergewölbe |
| ≈ 4,00               | Grabbau bei Casal de’ Pazzi                 | ~ 2. Jh.         | Inkreiskuppel, Quadrat    | Beton                             |                             |                               |                                 | Vorstufe der Pendentifkuppel; Hohlraumsystem |

### Halbkuppeln
| Durchmesser ø | Name, Bauteil                       | Erbaut   | Kuppelform, Grundriss | Material, Dachkonstruktion | Schalen- dicke (SD) SD zu ø | Ringmauer- dicke (RD) RD zu ø | Bemerkungen / Sonstige Merkmale |
| ------------- | ----------------------------------- | -------- | --------------------- | -------------------------- | --------------------------- | ----------------------------- | ------------------------------- |
| ≈ 30,00       | Trajansthermen                      | ~ ?      |                       |                            |                             |                               | Größte Kuppel(n) der Welt       |
| ≈ 22,00       | Diokletiansthermen, Zweiapsidensäle | ≈ 300    |                       |                            |                             |                               |                                 |
| ≈ 18,50       | Trajansforum                        | ~ ?      |                       |                            |                             |                               |                                 |
| ≈ 15,80       | Santi Cosma e Damiano, Apsis        | ~ 6. Jh. |                       |                            |                             |                               |                                 |
| ≈ 5,70        | Pantheon, Frontnischen              | ~ 2. Jh. |                       |                            |                             |                               |                                 |

## Neuzeit
| Durchmesser ø | Name, Bauteil | Erbaut | Kuppelform, Grundriss | Material, Dachkonstruktion | Schalen- dicke (SD) SD zu ø | Ringmauer- dicke (RD) RD zu ø | Durchmesser Opaion (DO) DO zu ø | Bemerkungen / Sonstige Merkmale |
| ------------- | ------------- | ------ | --------------------- | -------------------------- | --------------------------- | ----------------------------- | ------------------------------- | ------------------------------- |
| 42,3          | Petersdom     |        |                       |                            |                             |                               |                                 |                                 |

## Moderne
| Durchmesser ø | Name, Bauteil       | Erbaut | Kuppelform, Grundriss | Material, Dachkonstruktion | Schalen- dicke (SD) SD zu ø | Ringmauer- dicke (RD) RD zu ø | Durchmesser Opaion (DO) DO zu ø | Bemerkungen / Sonstige Merkmale |
| ------------- | ------------------- | ------ | --------------------- | -------------------------- | --------------------------- | ----------------------------- | ------------------------------- | ------------------------------- |
| 100,6         | Palazzo dello Sport |        |                       | Stahlbeton                 |                             |                               |                                 |                                 |